# موریس مارسئو
موریس مارسئو (انگلیسی: Maurice Marceau؛ ۲۲ آوریل ۱۹۰۵ – ۱۰ ژانویه ۱۹۷۹) بازیگر اهل فرانسه بود.
از فیلم‌ها یا برنامه‌های تلویزیونی که وی در آن نقش داشته‌است می‌توان به قواعد بازی، بدون گذاشتن نشانی، آقای ونسان، کلاه‌طلایی، عدالت اجرا شد، قاتل در شماره ۲۱ زندگی می‌کند و در مسافرخانه اتفاق افتاد اشاره کرد.